# Aldborough, North Yorkshire
Aldborough är en ort i civil parish Boroughbridge, i kommunen North Yorkshire, i Storbritannien. Den ligger i grevskapet North Yorkshire och riksdelen England, i den centrala delen av landet, 300 km norr om huvudstaden London. Aldborough ligger 30 meter över havet och antalet invånare är 3 471. Aldborough var en civil parish fram till 1938 när blev den en del av Boroughbridge. Civil parish hade 543 invånare år 1931. Byn nämndes i Domedagsboken (Domesday Book) år 1086, och kallades då Burc/Burg.
Terrängen runt Aldborough är platt. Runt Aldborough är det ganska tätbefolkat, med 120 invånare per kvadratkilometer. Närmaste större samhälle är Harrogate, 15,0 km sydväst om Aldborough. Trakten runt Aldborough består till största delen av jordbruksmark.